# Piłka nożna w Polsce (2009/2010)
Piłka nożna w Polsce - sezon 2009/2010
- Mistrz Polski: Lech Poznań
- Wicemistrz Polski: Wisła Kraków
- Zdobywca Pucharu Polski: Jagiellonia Białystok
- Zdobywca Superpucharu Polski: Jagiellonia Białystok
- Spadek z Ekstraklasy: Piast Gliwice, Odra Wodzisław Śląski
- Awans do Ekstraklasy: Widzew Łódź, Górnik Zabrze
- Mistrz jesieni w Ekstraklasie: Wisła Kraków
- Mistrz jesieni w I lidze: Widzew Łódź
- start w eliminacjach Ligi Mistrzów: Lech Poznań
- start w Lidze Europy: Wisła Kraków, Ruch Chorzów, Jagiellonia Białystok
- Zwycięzca Młodej Ekstraklasy: Zagłębie Lubin

- Ekstraklasa w piłce nożnej (2009/2010)
- Unibet Pierwsza Liga (2009/2010)
- II liga polska w piłce nożnej (2009/2010)
- III liga polska w piłce nożnej (2009/2010)
- IV liga polska w piłce nożnej (2009/2010)
- V liga polska w piłce nożnej (2009/2010)
- Puchar Polski w piłce nożnej (2009/2010)
- Superpuchar Polski w piłce nożnej 2010